# Parathamnium
Parathamnium, rod pravih mahovina, jedini u porodici Thamnobryaceae.
Porodica je opisana 1982., a u nju su bili uključeni i rodovi Bryolawtonia i Crassiphyllum koji danas čine dio porodice Neckeraceae.

## Vrste
1. Parathamnium ellipticum (Bosch & Sande Lac.) Ochyra
2. Parathamnium negrosense (E.B. Bartram) Ochyra